# Persone di nome Luís
| Questa pagina contiene informazioni ricavate automaticamente dalle voci biografiche con l'ausilio del template Bio e di un bot. L'aggiornamento è periodico e automatico e ricostruisce completamente la pagina. Se manca una persona in questa lista, sei pregato di non aggiungerla, ma accertati piuttosto che la sua voce biografica contenga il template Bio e che i dati anagrafici siano correttamente compilati. Se il template Bio manca, inseriscilo tu stesso o, in alternativa, metti l'avviso {{tmp\|Bio}} che ne segnala la mancanza. Se i dati riportati sono sbagliati, correggi direttamente la voce biografica; le modifiche saranno visibili in questa lista entro pochi giorni. Per chiarimenti vedi il progetto antroponimi. La lista contiene solo le 135 persone che sono citate nell'enciclopedia e per le quali è stato implementato correttamente il template Bio. Pagina aggiornata al 16 ott 2024. |

Questa è una lista di persone presenti nell'enciclopedia che hanno il prenome Luís, suddivise per attività principale.

## Allenatori di calcio(22)
- Luís Alonso Pérez, allenatore di calcio brasiliano (Santos, n. 1922 - † 1972)
- Luís Andrade, allenatore di calcio e ex calciatore portoghese (Lisbona, n. 1973)
- Pedro Barny, allenatore di calcio e ex calciatore portoghese (Porto, n. 1966)
- Luís Pimenta, allenatore di calcio portoghese (Lisbona, n. 1981)
- Luís Boa Morte, allenatore di calcio e ex calciatore portoghese (Lisbona, n. 1977)
- Luís Carlos Nunes da Silva, allenatore di calcio e calciatore brasiliano (Rio de Janeiro, n. 1937 - Rio de Janeiro, † 2015)
- Luís Castro, allenatore di calcio e ex calciatore portoghese (Vila Real, n. 1961)
- Luís Alberto da Silva Lemos, allenatore di calcio e calciatore brasiliano (Niterói, n. 1952 - Nova Iguaçu, † 2019)
- Luís Freire, allenatore di calcio portoghese (Ericeira, n. 1985)
- Luís de Oliveira Gonçalves, allenatore di calcio angolano (Angola, n. 1960)
- Luís Loureiro, allenatore di calcio e ex calciatore portoghese (Sintra, n. 1976)
- Luís Alberto Alves Severino, allenatore di calcio e ex calciatore brasiliano (n. 1942)
- Mano Menezes, allenatore di calcio e ex calciatore brasiliano (Passo do Sobrado, n. 1962)
- Luís Norton de Matos, allenatore di calcio, dirigente sportivo e ex calciatore portoghese (Lisbona, n. 1953)
- Luís Oliveira, allenatore di calcio e ex calciatore brasiliano (São Luís, n. 1969)
- Jorge Pinto da Silva, allenatore di calcio e ex calciatore portoghese (Porto, n. 1975)
- Litos, allenatore di calcio e ex calciatore portoghese (São João da Madeira, n. 1967)
- Luís Augusto Vinhaes, allenatore di calcio brasiliano (Rio de Janeiro, n. 1896 - Rio de Janeiro, † 1960)
- Luís Vinício, allenatore di calcio e ex calciatore brasiliano (Belo Horizonte, n. 1932)
- Luís Carlos Winck, allenatore di calcio e ex calciatore brasiliano (Portão, n. 1963)
- Luís Miguel, allenatore di calcio e ex calciatore angolano (Luanda, n. 1971)
- Pintado, allenatore di calcio e ex calciatore brasiliano (Bragança Paulista, n. 1965)

## Allenatori di pallacanestro(2)
- Luís Magalhães, allenatore di pallacanestro portoghese (n. 1958)
- Luís Tarallo, allenatore di pallacanestro brasiliano (Louveira, n. 1966)

## Arbitri di calcio(2)
- Luís Carlos Félix, arbitro di calcio brasiliano (Rio de Janeiro, n. 1940 - Rio de Janeiro, † 2015)
- Luís Godinho, arbitro di calcio portoghese (n. 1985)

## Architetti(1)
- Carlos Amarante, architetto e ingegnere portoghese (Braga, n. 1748 - Porto, † 1815)

## Artisti marziali misti(1)
- Luís Henrique da Silva, artista marziale misto brasiliano (Limoeiro, n. 1989)

## Astronomi(1)
- Luís Cruls, astronomo belga (Diest, n. 1848 - Parigi, † 1908)

## Avvocati(1)
- Luís Gama, avvocato, giornalista e scrittore brasiliano (Salvador, n. 1830 - San Paolo, † 1882)

## Bassisti(1)
- Luís Mariutti, bassista brasiliano (San Paolo, n. 1971)

## Cantanti(2)
- Lucenzo, cantante e produttore discografico francese (Bordeaux, n. 1983)
- Lulu Santos, cantante, musicista e produttore discografico brasiliano (Rio de Janeiro, n. 1953)

## Cardinali(2)
- Luís de Sousa, cardinale e arcivescovo cattolico portoghese (Porto, n. 1630 - Lisbona, † 1702)
- Luís Gonçalves do Amaral, cardinale e vescovo cattolico portoghese (Viseu - Portogallo, † 1444)

## Cestisti(3)
- Luís Costa, ex cestista angolano (Benguela, n. 1978)
- Luís Fernando de Souza, ex cestista brasiliano (Belo Horizonte, n. 1978)
- Luís Fernando Silva, ex cestista brasiliano (n. 1970)

## Dirigenti sportivi(3)
- Luís Campos, dirigente sportivo e allenatore di calcio portoghese (Esposende, n. 1964)
- Luís Figo, dirigente sportivo e ex calciatore portoghese (Almada, n. 1972)
- André Villas-Boas, dirigente sportivo portoghese (Porto, n. 1977)

## Drammaturghi(1)
- Doc Comparato, drammaturgo, autore televisivo e sceneggiatore brasiliano (Rio de Janeiro, n. 1949)

## Esploratori(1)
- Luis de Torres, esploratore spagnolo (La Navidad, † 1493)

## Gesuiti(1)
- Luís Fróis, gesuita, missionario e iamatologo portoghese (Lisbona, n. 1532 - † 1597)

## Giocatori di calcio a 5(2)
- Luís Fernando Ortiz, ex giocatore di calcio a 5 brasiliano (Porto Alegre, n. 1964)
- Carlos Scala, ex giocatore di calcio a 5 brasiliano (Rio de Janeiro, n. 1972)

## Hockeisti su pista(1)
- Luís Querido, hockeista su pista portoghese (Póvoa de Varzim, n. 1990)

## Imprenditori(1)
- Luís Filipe Vieira, imprenditore portoghese (São Domingos de Benfica, n. 1949)

## Maratoneti(1)
- Luís Novo, ex maratoneta portoghese (Oliveira do Bairro, n. 1970)

## Militari(2)
- Luís Alves de Lima e Silva, militare e politico brasiliano (Porto da Estrela, n. 1803 - Desengano, † 1880)
- Luís Teles da Silva Caminha e Meneses, militare e politico portoghese (n. 1775 - † 1828)

## Pianisti(1)
- Luís Carlos Vinhas, pianista e compositore brasiliano (Rio de Janeiro, n. 1940 - Rio de Janeiro, † 2001)

## Piloti automobilistici(1)
- Pipo Derani, pilota automobilistico brasiliano (Brasilia, n. 1993)

## Poeti(4)
- Luís Amado Carballo, poeta spagnolo (Pontevedra, n. 1901 - Pontevedra, † 1927)
- Luís de Camões, poeta portoghese (Lisbona - Lisbona, † 1580)
- Junqueira Freire, poeta brasiliano (Salvador de Bahia, n. 1832 - Salvador de Bahia, † 1855)
- Luís Pereira Brandão, poeta portoghese (Porto, n. 1540 - Lisbona, † 1590)

## Politici(4)
- Luís Cabral, politico guineense (Bissau, n. 1931 - Torres Vedras, † 2009)
- Luís Herrera Campíns, politico venezuelano (Acarigua, n. 1925 - Caracas, † 2007)
- Luís Montenegro, politico portoghese (Porto, n. 1973)
- Luís Villafuerte, politico filippino (Naga, n. 1935 - Taguig, † 2021)

## Pugili(1)
- Luís Ortiz, pugile cubano (Camagüey, n. 1979)

## Scrittori(3)
- Luís Cardoso, scrittore est-timorese (Cailaco, n. 1958)
- Luís Fernando Veríssimo, scrittore e giornalista brasiliano (Porto Alegre, n. 1936)
- Luís de Sousa, scrittore portoghese (Santarém, n. 1555 - Benfica, † 1632)

## Sollevatori(1)
- Luís Javier Mosquera, sollevatore colombiano (Yumbo, n. 1995)

## Storici(1)
- Luís da Câmara Cascudo, storico, antropologo e giornalista brasiliano (Natal, n. 1898 - Natal, † 1986)